# Тылайский Камень
Тыла́йский Ка́мень — гора в южной части Северного Урала, в городском округе Карпинск Свердловской области (Россия). Высота — 1470,8 м над уровнем моря. Находится в торце юго-западного отрога Конжаковско-Серебрянского массива, в 3,5 километра на юго-запад от вершины горы Конжаковский Камень и к северу от Острой Косьвы. Отделён от Конжаковского Камня перевалом Тылайское седло. В нижней части склоны покрыты хвойными лесами, а с высоты 800—850 м — горной тундрой и каменными россыпями. На вершине — расчленённые скалы.
Со склонов горы берут начало реки Гаревая (приток Тылая, юго-западный склон), Катышёр (восточный склон) и Токовая (приток Тылая, северо-западный склон). Также в районе Тылайского седла стекает река Крутобереговая (приток Восточного Тылая).
В этом туристическом районе возможно совершение категорийных пеших, лыжных и горных походов. Категория сложности большинства маршрутов — 1А.